# 德鲁万勒马赖
德鲁万勒马赖（法語：Drouvin-le-Marais，法語發音：[dʁuvɛ̃ lə maʁɛ]）是法国上法蘭西大區加来海峡省的一个市镇，属于贝蒂讷区。

## 地理
德鲁万勒马赖（50°29'38"N, 2°37'45"E）面积2.12 平方千米，位于法国上法蘭西大區加来海峡省，该省份为法国北部沿海省份，西北濒北海，南至索姆省，东临北部省。
与德鲁万勒马赖接壤的市镇（或旧市镇、城区）包括：韦尔坎、讷莱米讷、沃德里库尔、乌尚。
德鲁万勒马赖的时区为UTC+01:00、UTC+02:00（夏令时）。

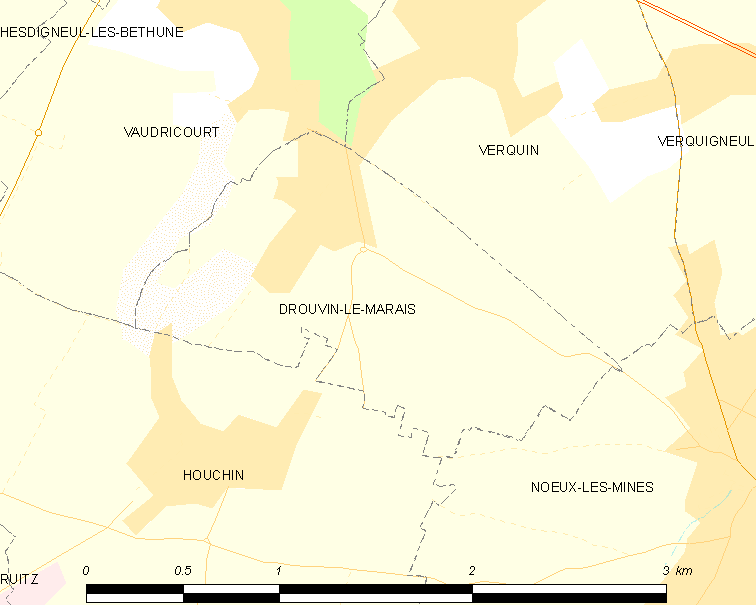
德鲁万勒马赖的OSM定位图

## 行政
德鲁万勒马赖的邮政编码为62131，INSEE市镇编码为62278。

## 政治
德鲁万勒马赖所属的省级选区为讷莱米讷县。

## 人口

1962-2008年间德鲁万勒马赖人口变化图示

德鲁万勒马赖于2022年1月1日时的人口数量为610人。